# Buda assegut de Gandhara
El Buda assegut de Gandhara és una antiga estàtua de Buda descoberta al jaciment de Jamal Garhi, a l'antic Gandhara, a l'actual Pakistan, que data del segle II o III. Hui és a la sala 33 del Museu Britànic. Les estàtues de l'"il·luminat" no es començaren a fer fins al segle I, abans que Buda fos representat amb símbols anicònics. Com altres obres de Gandhara o d'art grecobudista, l'estàtua mostra influència de l'art grec antic, ja que la zona formava part del Regne grec de Bactriana, fundat per Alexandre el Gran.

## Descripció
L'estàtua fou esculpida en esquist, que permet la realització de detalls molt fins, fins i tot en les ungles. La posa mostra Buda com un mestre que ajusta la roda del Dharma en moviment, el Dharmachakra Mudrā (iconografia de Gautama Buda a Tailàndia i Laos. Buda ho feu seguint la seua il·luminació, després del seu primer sermó al parc de cérvols de Sarnath, prop de Benarés, a Uttar Pradesh. L'estàtua data del segle II o III: tot i que Buda visqué en el segle iv aC, aquesta n'és una de les primeres estàtues. Les estàtues de l'"il·luminat" no s'elaboren fins al segle i. Durant els primers quatre-cents anys després de la seua mort, Buda es representava només amb símbols, com ara la seua petjada.
La figura de Buda és damunt un coixí d'un tron o plataforma. Al front del tron, hi ha figures molt menors d'un bodhisattva amb un turbant Peshawar i un halo, envoltat per figures agenollades d'un home i una dona, que probablement representen la parella que va pagar l'execució de l'estàtua.

## Estàtues semblants
Hi ha una estàtua semblant esculpida en esquist negre en la galeria d'art de la Universitat Yale. Una altra estàtua comparable la va vendre Christie's al setembre de 2009 per 218.500 dòlars. Aquesta estàtua datava del mateix temps i lloc i feia 26 polzades d'alçada. Aquests tipus de Buda són considerats com els més rars de totes les escultures budistes i, malgrat la iconoclastia, es poden trobar als museus de França, Alemanya, Japó, Corea, la Xina, Índia i Afganistan, així com al Pakistan.

## Galeria

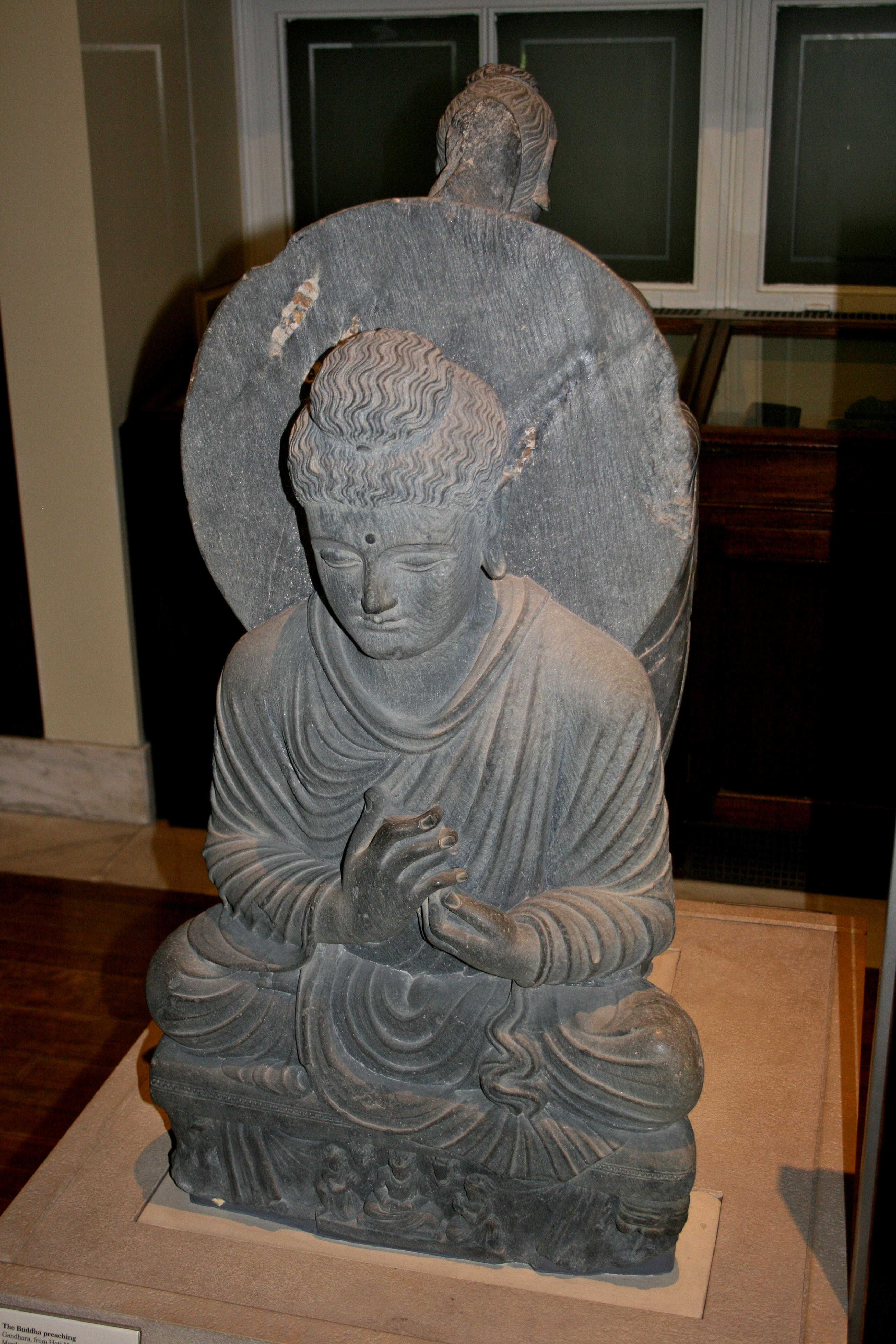
Una altra visió del Buda assegut - Museu Britànic
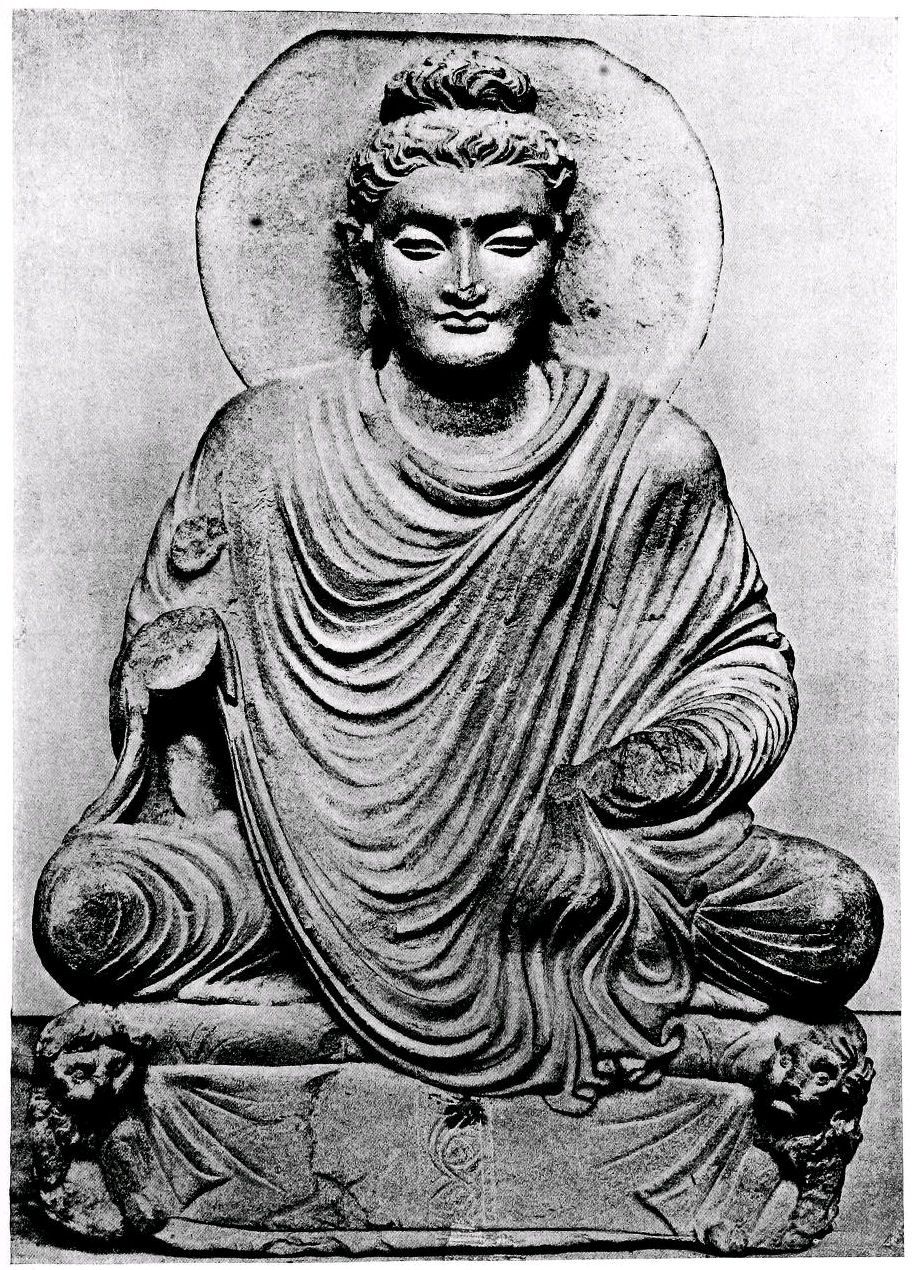
Buda assegut, Gandhara, Museu de Berlín